# Aimee Garcia
Aimee Garcia (Chicago, 28 novembre 1978) è un'attrice statunitense.
È conosciuta principalmente per i ruoli di Veronica Palmero nella sitcom George Lopez, di Jamie Batista nella serie televisiva Dexter e di Ella Lopez in Lucifer. È inoltre stata tra i personaggi principali delle serie di breve durata Trauma e Off the Map.

## Carriera
Nasce a Chicago da madre messicana e padre portoricano.
La carriera dell'attrice inizia nel 1996 recitando nel film The Homecoming di Rocky Lane. Da quel momento in poi iniziò ad avere numerose esperienze recitative, sia televisive che cinematografiche. Nel 2002 ha recitato accanto a Hilary Duff nel film Disney per la televisione Cadet Kelly - Una ribelle in uniforme nel ruolo di Gloria, ed è apparsa come personaggio ricorrente in cinque episodi di American Family. Sempre nello stesso anno ottiene inoltre il suo primo ruolo principale in una serie televisiva, quello di Maria Tiant nella serie televisiva della Warner Bros. Greetings from Tucson. Terminata la serie nel 2003 entra a far parte del cast principale di All About the Andersons in cui recita accanto a Anthony Anderson nel ruolo di Lydia Serrano. La serie venne però cancellata dopo una sola stagione.
Nel 2004 partecipa al film Spanglish - Quando in famiglia sono in troppi a parlare con Adam Sandler nel ruolo della narratrice del film. Tra il 2006 e il 2007 partecipa alla serie televisiva George Lopez nel ruolo di Veronica Palmero, inizialmente come personaggio ricorrente, mentre nella sesta stagione come personaggio principale. Nel 2007 è inoltre apparsa nel film Dragon Wars. Nel 2009 entra a far parte del cast principale della serie televisiva medical drama Trauma nel ruolo della pilota d'elicottero Marisa Benez. La serie a causa dei bassi ascolti è stata cancellata dalla NBC dopo una sola stagione composta da 18 episodi.
Nel 2011 è apparsa nel ruolo ricorrente di Alma nella serie televisiva Off the Map ed è entrata a far parte del cast di Dexter nel ruolo di Jamie Batista. Dopo essere apparsa per due stagioni come personaggio ricorrente, il 5 febbraio 2013 venne promossa nel cast principale a partire dall'ottava stagione. Tra il 2012 e il 2013 è inoltre apparsa come personaggio ricorrente in alcuni episodi della serie televisiva Vegas.
Nel 2016 entra a far parte del cast della serie televisiva Lucifer.

## Filmografia

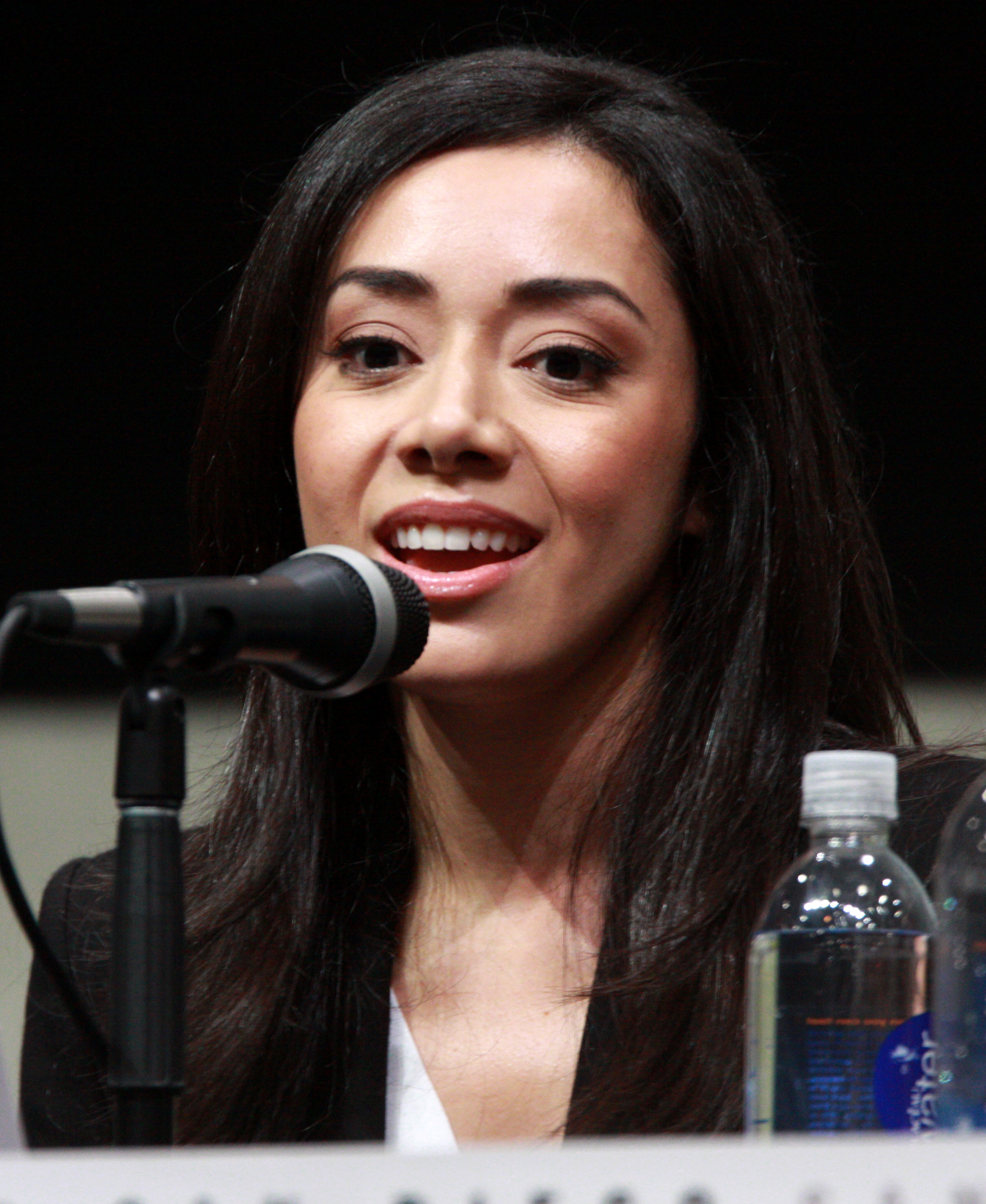
Aimee Garcia nel 2013 al San Diego Comic-Con International

### Cinema
- The Good Girl, regia di Miguel Arteta (2002)
- Boys Life 4: Four Play, regia di Phillip J. Bartell (2003)
- D.E.B.S. - Spie in minigonna (D.E.B.S.), regia di Angela Robinson (2004)
- Sballati d'amore - A Lot Like Love (A Lot Like Love), regia di Nigel Cole (2005)
- Cruel World, regia di Kelsey T. Howard (2005)
- Dirty - Affari sporchi (Dirty), regia di Chris Fisher (2005)
- The Alibi, regia di Matt Checkowski e Kurt Mattila (2006)
- Graduation, regia di Mike Mayer (2007)
- Dragon Wars, regia di Hyung-rae Shim (2007)
- Dead Tone, regia di Deon Taylor e Brian Hooks (2007)
- Universal Signs, regia di Ann Calamia (2008)
- Pericolosamente bionda (Major Movie Star), regia di Steve Miner (2008)
- Shrink, regia di Jonas Pate (2009)
- B-Girl, regia di Emily Dell (2009)
- Convincing Clooney, regia di Alexander Cartio (2011)
- RoboCop, regia di José Padilha (2014)
- What They Had, regia di Elisabeth Chomko (2018)
- Saint Judy, regia di Sean Hanish (2018)
- Natale con te, regia di Gabriela Tagliavini (2022)

### Televisione
- E.R. - Medici in prima linea (E.R.) – serie TV, episodio 6x05 (1999)
- Resurrection Blvd. – serie TV, episodio 2x10 (2001)
- The Agency – serie TV, 2 episodi (2001)
- V.I.P. – serie TV, episodio 4x07 (2001)
- Cadet Kelly - Una ribelle in uniforme (Cadet Kelly) - film TV, regia di Larry Shaw (2002)
- Angel – serie TV, episodio 3x11 (2002)
- American Family – serie TV, 5 episodi (2002)
- Greetings from Tucson – serie TV, 22 episodi (2002-2003)
- MDs – serie TV, episodio 1x01 (2002)
- All About the Andersons – serie TV, 16 episodi (2003-2004)
- Las Vegas – serie TV, episodio 1x18 (2004)
- CSI: NY – serie TV, episodio 2x09 (2005)
- George Lopez – serie TV, 20 episodi (2006-2007)
- CSI - Scena del crimine (CSI: Crime Scene Investigation) – serie TV, episodio 7x19 (2007)
- Standoff – serie TV, episodio 1x18 (2007)
- Supernatural – serie TV, episodio 3x12 (2008)
- My Boys – serie TV, episodio 2x05 (2008)
- CSI: Miami – serie TV, episodio 7x02 (2008)
- Provaci ancora Gary (Gary Unmarried) – serie TV, episodio 1x14 (2009)
- Bones – serie TV, episodio 4x19 (2009)
- Trauma – serie TV, 18 episodi (2009-2010)
- Off the Map – serie TV, 5 episodi (2011)
- Love Bites – serie TV, episodio 1x07 (2011)
- Dexter – serie TV, 34 episodi (2011-2013)
- Hawaii Five-0 – serie TV, episodio 2x11 (2011)
- Vegas – serie TV, 14 episodi (2012-2013)
- About a Boy – serie TV, episodio 2x05 (2014)
- Rush Hour - serie TV, 13 episodi (2016)
- Lucifer - serie TV, 93 episodi (2016-2021)
- Criminal Minds - serie TV 9 episodi (2025)

### Doppiatrice
- Spanglish - Quando in famiglia sono in troppi a parlare, regia di James L. Brooks (2004) – narratrice
- I Griffin – serie animata TV, episodio 8x04 (2009)
- Motorcity – serie animata TV, 3 episodi (2012-2013)
- La famiglia Addams (The Addams Family), regia di Conrad Vernon e Greg Tiernan (2019)
- M.O.D.O.K. – serie animata TV, 9 episodi (2021)

## Doppiatrici italiane
Nelle versioni in italiano delle opere in cui ha recitato, Aimee Garcia è stata doppiata da:
- Ilaria Latini in Trauma, Lucifer, Natale con te, Criminal Minds
- Domitilla D'Amico in CSI - Scena del crimine, Dexter
- Ilaria Stagni in CSI: NY
- Francesca Manicone in Supernatural
- Stella Musy in CSI: Miami
- Eleonora Reti in Bones
- Giovanna Martinuzzi in Dragon Wars
- Jun Ichikawa in RoboCop
- Letizia Scifoni in Rush Hour

Da doppiatrice è sostituita da:
- Ilaria Latini in Spanglish - Quando in famiglia sono in troppi a parlare e M.O.D.O.K.
- Sophia De Pietro ne La famiglia Addams